# Ratomir Dujković
Ratomir Dujković (Borovo, 24 de fevereiro de 1946) é um ex-treinador e ex-futebolista sérvio que atuava como goleiro.

## Carreira
Como jogador, fez parte do elenco da Seleção Iugoslava que disputou a Eurocopa de 1968.[carece de fontes?]
Já como treinador, comandou Seleções como Venezuela, Gana e China.

## Títulos como jogador
- Campeonato Iugoslavo: 1963–64, 1967–68, 1968–69, 1969–70 e 1972–73
- Copa da Iugoslávia: 1964, 1968, 1970, 1971
- Copa Mitropa: 1968